# Kanton Fère-en-Tardenois
Kanton Fère-en-Tardenois (fr. Canton de Fère-en-Tardenois) je francouzský kanton v departementu Aisne v regionu Hauts-de-France. Tvoří ho 84 obcí. Před reformou kantonů 2014 ho tvořilo 23 obcí.

## Obce kantonu
od roku 2015:
| - Aizy-Jouy - Allemant - Augy - Bazoches-sur-Vesles - Beuvardes - Blanzy-lès-Fismes - Braine - Braye - Brenelle - Bruyères-sur-Fère - Bruys - Bucy-le-Long - Celles-sur-Aisne - Cerseuil - Le Charmel - Chassemy - Chavignon - Chavonne - Chéry-Chartreuve - Chivres-Val - Cierges - Ciry-Salsogne - Clamecy - Condé-sur-Aisne - Coulonges-Cohan - Courcelles-sur-Vesle - Couvrelles - Courmont | - Cys-la-Commune - Dhuizel - Dravegny - Fère-en-Tardenois - Fresnes-en-Tardenois - Filain - Glennes - Goussancourt - Jouaignes - Laffaux - Lesges - Lhuys - Limé - Longueval-Barbonval - Loupeigne - Mareuil-en-Dôle - Margival - Merval - Missy-sur-Aisne - Monampteuil - Mont-Notre-Dame - Mont-Saint-Martin - Nanteuil-la-Fosse - Nanteuil-Notre-Dame - Neuville-sur-Margival - Ostel - Paars - Pargny-Filain | - Perles - Pont-Arcy - Presles-et-Boves - Quincy-sous-le-Mont - Révillon - Ronchères - Saint-Mard - Saint-Thibaut - Sancy-les-Cheminots - Saponay - Sergy - Seringes-et-Nesles - Serval - Soupir - Tannières - Terny-Sorny - Vailly-sur-Aisne - Vasseny - Vaudesson - Vauxcéré - Vauxtin - Vézilly - Viel-Arcy - Villers-Agron-Aiguizy - Villers-en-Prayères - Villers-sur-Fère - Ville-Savoye - Vuillery |

před rokem 2015:
| - Beuvardes - Brécy - Bruyères-sur-Fère - Le Charmel - Cierges - Coincy - Coulonges-Cohan - Courmont - Dravegny - Fère-en-Tardenois - Fresnes-en-Tardenois - Goussancourt | - Loupeigne - Mareuil-en-Dôle - Nanteuil-Notre-Dame - Ronchères - Saponay - Sergy - Seringes-et-Nesles - Vézilly - Villeneuve-sur-Fère - Villers-Agron-Aiguizy - Villers-sur-Fère |